# 日間賀島村
日間賀島村（ひまかじまむら）は、愛知県知多郡にかつてあった村。
知多半島の約2km沖の日間賀島を中心に無人島（鼠島、大磯）で構成されていた。

## 歴史
- 奈良時代、三河国幡豆郡に属していた。尾張国知多郡に属するようになったのは、江戸時代に尾張藩領となったことによると推測される。
- 1876年（明治9年） - 師崎村、篠島村、日間賀島村が合併し、鴻崎村となる。
- 1881年（明治14年） - 鴻崎村が師崎村、篠島村、日間賀島村に分立する。
- 1889年（明治22年） - 町村制施行に伴い、知多郡日間賀島村が発足。
- 1961年（昭和36年）6月1日 - 内海町、豊浜町・師崎町・篠島村・日間賀島村が合併し、南知多町となる。

## 学校
- 日間賀島村立日間賀島中学校（現・南知多町立日間賀中学校）
- 日間賀島村立日間賀島小学校（現・南知多町立日間賀小学校）

## 神社・寺院
- 日間賀島神社
- 八幡社
- 大光院
- 安楽寺